# Riu de Manyanet
El riu de Manyanet és un riu de Catalunya, afluent del riu de les Esglésies. Discorre per l'antic terme de Benés, de l'Alta Ribagorça, tot i que administrativament pertany al terme de Sarroca de Bellera, al Pallars Jussà.
Es forma al nord del Serrat de Pleta Pelada per la unió de dos barrancs: el barranc del Cap de Llevata, que procedeix del nord-est, i el barranc Gros, que ho fa des del nord-oest. Tots dos s'ajunten en el lloc on neix el riu de les Esglésies. A través d'aquests dos barrancs i tot d'altres de més petits, com el barranc de la Comallavei, el riu de Manyanet recull les aigües de tota la conca nord del terme de Sarroca de Bellera.
Va davallant cap al sud, fent ziga-zagues per l'accidentat terreny de la vall alta d'aquest riu, encaixat entre muntanyes que ratllen els 2.800 metres d'altitud, i va rebent diversos barrancs més: per la dreta, el barranc de Culpregó, al qual s'ha afegit poc abans el barranc dels Plans; per l'esquerra, al cap de poc, el barranc de Pleta Pelada. Per la dreta, altre cop, el barranc de la Cabana, per l'esquerra, el barranc de Palomera, i altre cop per la dreta, el barranc de Confòs, i de nou per l'esquerra, el barranc de Llena. Encara, per la dreta el barranc de la Pala Freda, i, ja a llevant del poble de Manyanet, el barranc de les Llagunes, que ha rebut abans el barranc del Pouet.
Just al sud de Manyanet es troba el poble del Mesull, on rep per la dreta el barranc de les Calberes, que és el que forma, juntament amb el riu de Manyanet, el turó on es troba aquest poble. Al cap de poc, també per la dreta, arriba el barranc del Forcall, al qual prèviament s'ha unit el barranc dels Mianers, i, sempre per la dreta, hi van arribant el barranc de la Font del Forat, el de Coll Joana, i d'altres de més petits. Cal dir que la riba esquerra és molt més dreturera, en aquest tros i, per tant, no arriba a formar barrancs.
A la zona de la Borda de Joanet entra en un tram de la vall un xic més obert. En aquest lloc rep per l'esquerra el barranc del Pago, que ha rebut la Llau de la Solana, i per la dreta el barranc de la Coscolla, just en el Prat de Jeroni. Al cap d'un altre tram on el fons de la vall és més pla i accessible, arriba al final del seu recorregut: la Mola d'Amunt, on es troba amb la Valiri i, juntament, formen el riu de les Esglésies.